# Gauquier

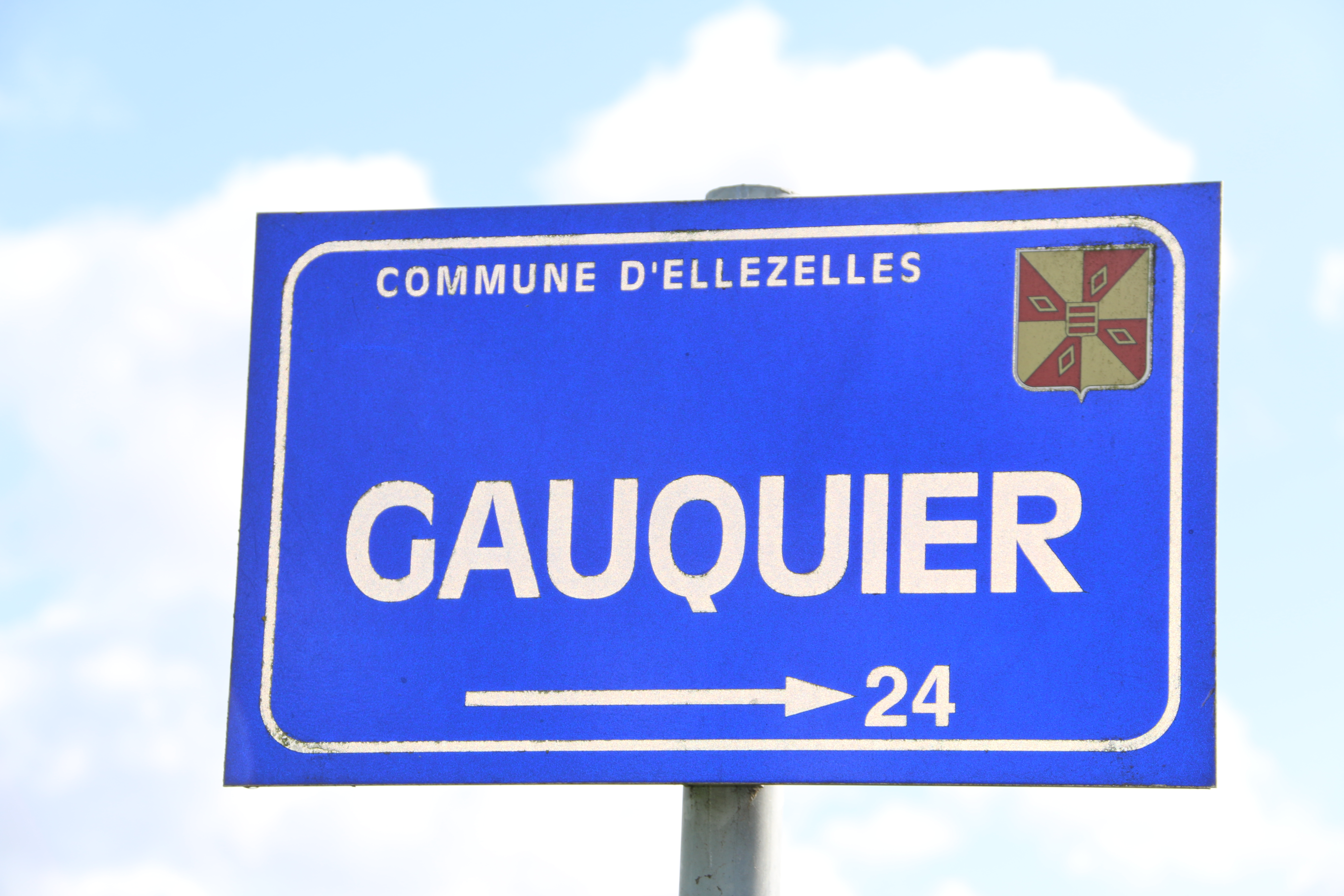

Le Gauquier is een heuvel in de Belgische provincie Henegouwen. Ze behoort tot de heuvelzone van het Pays des Collines. De helling loopt langs het Bois de Leuze .

## Wielrennen
Le Gauquier is opgenomen in de Cotacol Encyclopedie met de 1.000 zwaarste beklimmingen van België.